# Erzbistum Palo
Das Erzbistum Palo (lat.: Archidioecesis Palensis) ist eine auf den Philippinen gelegene römisch-katholische Erzdiözese mit Sitz in Palo. Es umfasst die Provinz Leyte, mit Ausnahme von vier Gemeinden im nördlichen Teil der Provinz, die zur Diözese Naval gehören, und sechs Gemeinden im südöstlichen Teil der gleichnamigen Provinz, welche dem Bistum Maasin angehören.

## Geschichte
Papst Pius XI. gründete das Bistum Palo am 28. November 1937 aus Gebietsabtretungen des Bistums Calbayog und es wurde dem Erzbistum Cebu als Suffraganbistum unterstellt. 
Mit der Apostolischen Konstitution Ad fidelium wurde es am 15. November 1982 in den Rang eines Metropolitanerzbistums erhoben. 
Teile seines Territoriums verlor es zugunsten der Errichtung folgender Bistümer:
- 23. März 1968 an das Bistum Maasin;
- 29. November 1988 an das Bistum Naval.

## Ordinarien

### Bischöfe von Palo
- Manuel Mascariñas y Morgia (16. Dezember 1937 – 12. November 1951, dann Bischof von Tagbilaran)
- Lino R. Gonzaga y Rasdesales (12. November 1951 – 12. August 1966, dann Erzbischof von Zamboanga)
- Teotimo  C. Pacis CM (18. November 1966 – 23. Mai 1969, dann Bischof von Legazpi)
- Manuel S. Salvador (21. Oktober 1969 – 25. September 1972)
- Cipriano Urgel y Villahermosa (12. April 1973 – 15. November 1982)

### Erzbischöfe von Palo
- Cipriano Urgel y Villahermosa (15. November 1982 – 22. April 1985)
- Pedro Rosales Dean (12. Oktober 1985 – 18. März 2006)
- Jose Serofia Palma (18. März 2006 – 15. Oktober 2010, dann Erzbischof von Cebu)
- John Du (seit 25. Februar 2012)

## Statistik
| Jahr | Bevölkerung | Bevölkerung | Bevölkerung | Priester   | Priester           | Priester         | Priester               | Ständige Diakone | Ordensleute | Ordensleute | Pfarreien |
| Jahr | Katholiken  | Einwohner   | %           | Gesamtzahl | Diözesan- priester | Ordens- priester | Katholiken je Priester | Ständige Diakone | männlich    | weiblich    | Pfarreien |
| ---- | ----------- | ----------- | ----------- | ---------- | ------------------ | ---------------- | ---------------------- | ---------------- | ----------- | ----------- | --------- |
| 1949 | 970.890     | 1.000.000   | 97,1        | 81         | 67                 | 14               | 11.986                 |                  | 15          | 41          | 53        |
| 1970 | 875.135     | 942.738     | 92,8        | 105        | 77                 | 28               | 8.334                  |                  | 32          | 65          | 46        |
| 1980 | 973.282     | 1.020.857   | 95,3        | 105        | 79                 | 26               | 9.269                  |                  | 27          | 78          | 52        |
| 1990 | 1.690.860   | 1.820.440   | 92,9        | 138        | 121                | 17               | 12.252                 |                  | 19          | 66          | 44        |
| 2000 | 1.120.505   | 1.186.211   | 94,5        | 137        | 127                | 10               | 8.178                  |                  | 11          | 118         | 49        |
| 2004 | 1.257.977   | 1.572.472   | 80,0        | 144        | 130                | 14               | 8.735                  |                  | 15          | 130         | 52        |
| 2021 | 1.500.000   | 1.563.320   | 95,9        | 177        | 149                | 28               | 8.474                  |                  | 36          | 194         | 84        |